# エキソサイトーシス

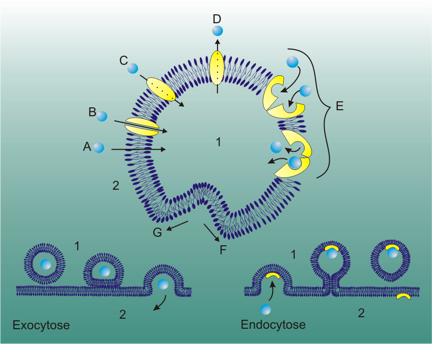
エキソサイトーシス（開口分泌）とエンドサイトーシス（飲食作用）の模式図

エキソサイトーシス（英: exocytosis）とは細胞外への分泌形態の一つ。開口分泌とも言う。細胞内で合成された物質（蛋白質など）は分泌顆粒内に貯留され、開口分泌によって分泌される。

## 機構

開口分泌の機構

分泌顆粒は細胞内線維群の働きによって細胞質内を移動し、細胞膜へと接近する。そして分泌顆粒膜外層が細胞膜内層と、分泌顆粒膜内層が細胞膜外層と融合する。これにより分泌顆粒内腔が細胞外界と連絡し、顆粒内容物は細胞外へと遊出する。細胞膜と融合した顆粒膜は、そのまま新たな細胞膜となるか、細胞内へ再び戻る。